# مركز جاذبية الطائرة

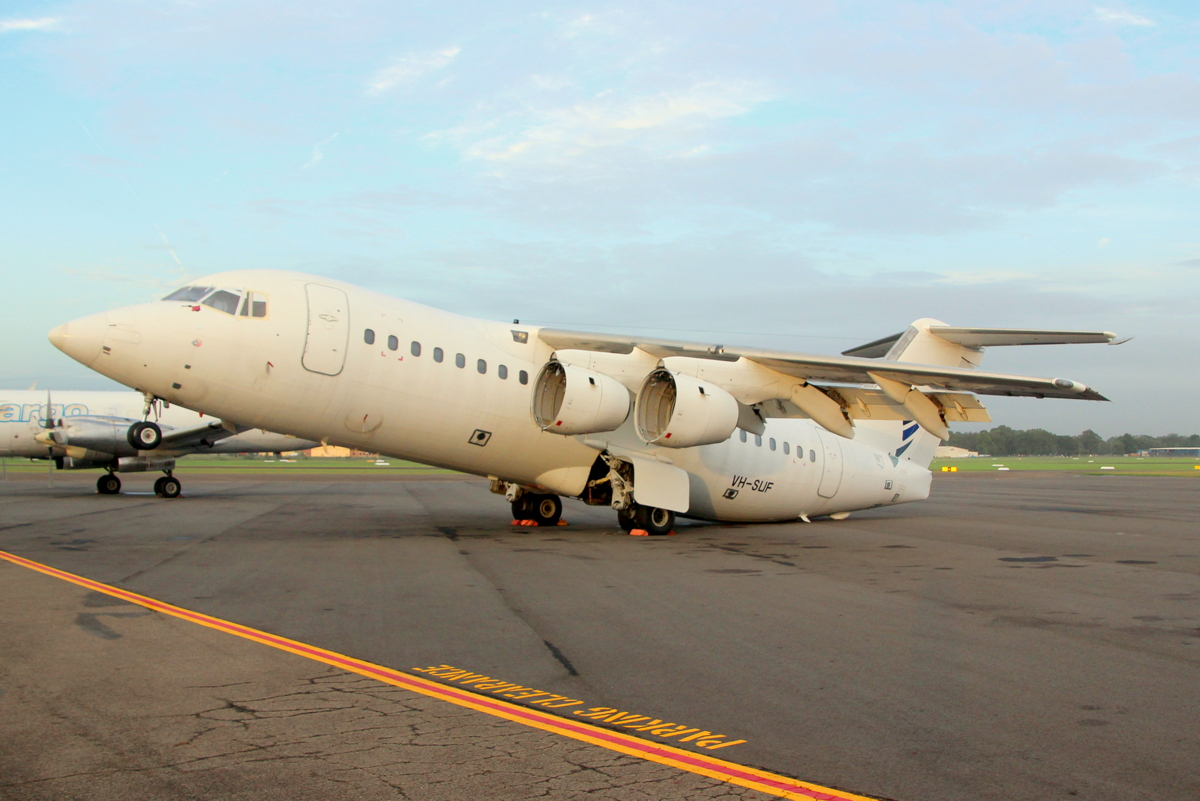

مركز جاذبية الطائرة هو النقطة التي تحقق التوازن للطائرة إذا كان من الممكن تعليقها في هذه النقطة. وتمثل هذه النقطة مركز ثقل الطائرة أو النقطة الافتراضية التي يتمركز عندها الوزن الكلي. ويتم تحديد بُعدها عن النقطة المرجعية عن طريق قسمة إجمالي عزم القوة على إجمالي وزن الطائرة. تؤثر نقطة مركز الجاذبية في استقرار الطائرة. ولضمان سلامة الطائرة في حالة الطيران، يجب أن يقع مركز جاذبية الطائرة في حدود معينة تم إنشاؤها من قبل الشركة المصنعة للطائرات.

## مصطلحات
- ثقل موازن: الثقل الموازن عبارة عن وزن قابل للإزالة أو دائم يتم تثبيته في الطائرة، ويستخدم في تحقيق مركز الجاذبية في الإطار المسموح به.
- حدود مركز الجاذبية: يتم تحديد حدود مركز الجاذبية طولاً (للأمام والخلف) و/أو حدود الجانبية (يمينًا ويسارًا) والتي من خلالها يجب تحديد موقع مركز جاذبية الطائرة أثناء الطيران. ويشار إلى حدود مركز الجاذبية في دليل طيران الطائرة. وتسمى المنطقة الواقعة بين حدود مركز الجاذبية نطاق مركز جاذبية الطائرة.
- الوزن والتوازن:عندما يكون وزن الطائرة مساويًا للحد المسموح به أو أقل لتكوينها (متوقفة وحركة الأرض والإقلاع والهبوط وغيره) ومركز جاذبيتها ضمن النطاق المسموح به، وستظل كذلك طوال مدة الرحلة، يقال في هذه الحالة إن الطائرة في حالة الوزن والتوازن. ويمكن تحديد الحد الأقصى للأوزان المختلفة للحالات المختلفة؛ على سبيل المثال، قد يكون للطائرات الكبيرة حد أقصى لأوزان الهبوط التي تعد أقل من الحد الأقصى لأوزان الإقلاع (وذلك لأنه من المتوقع فقدان بعض الأوزان مثل الوقود المخترق أثناء الطيران). وقد يتغير مركز جاذبية الطائرة على مدار الرحلة وذلك بسبب تغير وزن الطائرة نتيجة لاحتراق الوقود.
- النقطة المرجعية: النقطة المرجعية هي طائرة مرجعية تسمح بوصول المقاييس الدقيقة والموحدة لأي نقطة في الطائرة. ويتم إنشاء موقع النقطة المرجعية عن طريق المصنّع وتم تحديدها في دليل الطائرة. والنقاط المرجعية الأفقية عبارة عن سطح أو نقطة أفقية تخيلية وثابتة بطريقة عشوائية في مكان ما على طول المحور الطولي للطائرة، التي يتم قياسها من جميع المسافات الأفقية لأغراض الوزن والتوازن. لا يوجد قاعدة ثابتة لموقع النقطة المرجعية، وربما يكون موجودًا في مقدمة الطائرة. وفيما يتعلق بالطائرات المروحية، قد تقع النقطة المرجعية في سارية الدوار، مقدمة الطائرة المروحية أو حتى في نقطة في مساحة مقدمة الطائرة المروحية. في حين أن النقطة المرجعية الأفقية قد تكون في أي مكان حسب اختيار المصنّع، وتحتوي طائرات التدريب المروحية الصغيرة جدًا على إشارة مرجعية أفقية 100 بوصة للأمام في المحور العمودي الدوار الرئيس. وهذا للحفاظ على جميع القيم الإيجابية المحسوبة. وعادة ما تقع النقطة المرجعية الجانبية في مركز الطائرة المروحية.[3]
- الذراع:الذراع هو وتر الحكمة (مقدمة ومؤخرة) المسافة من الإشارة المرجعية لأي نقطة في الطائرة.
- عزم القوة:عزم القوة هو قياس القوة التي تنتج عن وزن الكائن الذي يعمل عن طريق القوس المتمركز في النقطة صفر لمسافة النقطة المرجعية.[محل شك] ويشير عزم القوة أيضًا إلى توجه الكائن للدوران أو التمحور حول نقطة (النقطة صفر للإشارة المرجعية، في هذه الحالة). إضافة إلى أن الكائن من هذه النقطة، ويبذل عزم القوة قوة أكبر. ويتم احتساب عزم القوة عن طريق مضاعفة وزن الكائن عن طريق ذراعه.